# Кліфф Бастін
Кліфф Бастін (англ. Cliff Bastin, нар. 14 березня 1912, Ексетер — пом. 4 грудня 1991, Ексетер) — англійський футболіст, фланговий півзахисник.
Насамперед відомий виступами за клуб «Арсенал», а також національну збірну Англії.

## Клубна кар'єра
У дорослому футболі дебютував 1928 року виступами за команду клубу «Ексетер Сіті», в якій провів один сезон, взявши участь у 17 матчах чемпіонату. 
1929 року перейшов до клубу «Арсенал», за який відіграв 18 сезонів.  Більшість часу, проведеного у складі лондонського «Арсенала», був основним гравцем команди. У складі лондонського «Арсенала» був одним з головних бомбардирів команди, маючи середню результативність на рівні 0,45 голу за гру першості. Завершив професійну кар'єру футболіста виступами за команду «Арсенал» (Лондон) у 1947 році

## Виступи за збірну
1931 року дебютував в офіційних матчах у складі національної збірної Англії. Протягом кар'єри у національній команді, яка тривала 8 років, провів у формі головної команди країни 21 матч, забивши 12 голів.

## Досягнення

### Клубні (усі - з«Арсеналом»)
- Перший дивізіон Футбольної ліги
  - Чемпіон (5): 1930/31, 1932/33, 1933/34, 1934/35, 1937/38
  - Віце-чемпіон (1): 1931/32
- Кубок Англії
  - Володар (2): 1929/30, 1935/36
  - Фіналіст (1): 1931/32
- Суперкубок Англії
  - Володар (5): 1930, 1931, 1933, 1934, 1938
  - Фіналіст (2): 1935, 1936

### Особисті
- Найкращий бомбардир «Арсеналу» у чемпіонаті Англії сезонів 1932/33 та 1933/34
- Наймолодший гравець  збірної Англії, якому вдалося стати  чемпіоном Англії і виграти  Кубок Англії
- Наймолодший бомбардир « Арсенала» в історії Кубка Англії
- Найбільш велика кількість голів гравця «Арсенала» в матчі Кубка Англії (спільно з Тедом Дрейком)
- Входить в  список «100 легендарних футболістів»
- Включений в Зал слави англійського футболу у 2009 році